# 일출 (드라마)
《일출》은 1989년 3월 20일부터 1989년 12월 2일까지 방영되었던 한국방송공사 아침드라마인데 결손가정, 청소년문제 등을 밀도있게 그려냈으나 방송시간대와 소재 선택(남편을 잃고 여중생과 함께 사는 여교사 - 이혼으로 가정의 문제점을 안고 있는 한 가장의 남녀로서의 접근)에서 약간의 아쉬움이 있었다.

## 등장인물
- 김수정
- 김영애
- 김영철
- 박찬환
- 반효정
- 배종옥
- 이낙훈
- 임동진
- 임예진

## 수상
- 1989 KBS 연기대상 최우수연기상 김영애